# 英賀福
英賀福（德語：Eugene-Jean Imhof；1899年2月9日—1934年1月17日；又稱：歐日諾），是天主教瑞士籍神父及白冷外方傳教會會士。曾任黑龍江省齊齊哈爾傳教區神長及齊齊哈爾宗座監牧區宗座監牧（1929年-1934年）。

## 生平
英賀福出生於1899年2月9日，在瑞士北部亞高。1922年12月23日，英賀福在22歲時晉鐸。1924年9月，他25歲時加入白冷外方傳教會及被派遣前往中國東北傳教。他先在山東兗州學習中文，1926年被派到齊齊哈爾傳教。
1928年7月9日，聖座從吉林宗座代牧區和熱河宗座代牧區劃出黑龍江省西南部設立齊齊哈爾自治傳教區。1929年4月28日，英賀福神父在30歲獲時任教宗庇護十一世任命接替成為齊齊哈爾傳教區神長。1931年8月17日，齊齊哈爾自治傳教區升格為齊齊哈爾宗座監牧區，英賀福神父繼續出任宗座監牧。
1934年1月17日，英賀福神父在火車上被土匪殺害，享年34歲。由胡幹普神父接任為宗座監牧。